# Краеведение
Краеве́дение (местная история, локальная история) — комплексное знание, объединяющее элементы ряда научных дисциплин, изучение территории («края») или объекта, включая природу, населения, хозяйства, истории и культуры. Предметы изучения — от крупного региона до отдельного города, села или таких объектов, как предприятие, усадьба, улица, дом. Изучение проводится в основном силами местного населения.
Краеведение действует с опорой на междисциплинарные связи; в нём учитываются как теоретические научные положения, так и первичные наблюдения, житейская практика. Принимается во внимание местный исторический опыт, определяются новые тенденции в развитии с учётом местных условий и традиций. К. — комплексное знание, объединяющее элементы ряда.
В соответствии с научными дисциплинами краеведение включает разделы (отрасли) — историческое, литературное, географическое краеведение и др. В качестве учебной дисциплины краеведение включается в школьные программы и преподаётся в вузах.
В странах Западной Европы и США подобные краеведческим исследования, проводятся в рамках научных школ локальной истории и микроистории.

## История
Первые земские естественно-исторические (краеведческие) музеи появились в России в конце XIX века по результатам экспедиций В. В. Докучаева.
В начале XX века под краеведением понимали изучение природных условий и «изыскание дополнительных местных ресурсов» того или иного края.
В то же время расцвет краеведения в России в 1920-е годы был связан с новаторскими концепциями в исторической науке. В середине XX века в советской России главный акцент был смещён на историческое краеведение. Советское правительство в директивном порядке поставило задачу — выявлять и охранять памятники истории и культуры, которые могли быть утрачены при строительных работах. Импульс развитию краеведения дало создание в 1965 году Всероссийского общества охраны памятников истории и культуры. С 1970 года Российская национальная библиотека издаёт указатель статей «Организация, методика и содержание краеведческой работы». Качество работ «новых» краеведов, однако, оказалось не на высоте: проявились тенденции к «удревнению» того или иного города, пропаганде фантастических гипотез и фальсификации данных.
В 1990 году был создан Союз краеведов, который возглавил С. О. Шмидт.
- Союз краеведов России[6] (ликвидирован в 2006 году)[7]
- Национальный союз краеведов Украины

В 2023 году статус юридического лица получила Межрегиональная общественная организация «Союз краеведов», официально объединившая краеведов России.

## Методология
Краеведение предусматривает усвоение ряда принципиальных положений, на которых строится работа по изучению края и использованию знаний о нём. Данные принципы носят характер самых общих указаний, правил, норм регулирования процесса познания и включает руководящие идеи, законы и закономерности.
Принцип научности заключается в точном обосновании объектов, явлений, процессов окружающей действительности. Кроме того, научный подход требует точного соблюдения и описания явлений, их систематизации и строго обоснованных фактическими данными обобщений и выводов.
С принципом научности непосредственно связан принцип систематичности и последовательности, который вытекает как из поставленных перед краеведами целей и задач по изучению края, так и их особенностей изучаемых объектов, явлений, процессов. Последовательный сбор и накопление разнообразных сведений о крае в соответствии с основными этапами его развития облегчает работу, помогает лучше разобраться в событиях, установить закономерности, по которым развивается край, раскрыть взаимосвязи и взаимозависимости событий и явлений края с событиями и явлениями во всей стране.
- Принцип комплексности вытекает из самого определения краеведения как комплекса научных дисциплин, разных по содержанию и частным методам исследования, но ведущих в своей совокупности к научному и всестороннему познанию края.
- Плановость краеведения предусматривает изучение природы, населения и хозяйства края в соответствии с научно обоснованным планом, который связан с жизнью, задачами хозяйственного и культурного развития края. Плановое изучение края должно быть связано с современностью, конкретными практическими задачами.
- Принцип региональности базируется на учёте конкретных особенностей края и характеризует краеведение как научную дисциплину.
- Принцип массовости предполагает активное участие народных масс в изучении и популяризации знаний о крае. Массовость является отражением творческой активности населения по изучению и преобразованию края и умножению его богатства.
- Принцип объективности рассматривает историческое краеведение с точки зрения объективных закономерностей, определяющих процессы его общественно-политического развития; позволяет опираться на факты в их содержании, не искажая и не подгоняя их под заранее созданные схемы; изучать каждое явление в совокупности его положительных и отрицательных сторон независимо от отношения к ним.
- Принцип историзма требует, чтобы каждое положение рассматривалось исторически, в связи с другими положениями, с конкретным опытом истории. Данный принцип отражает необходимость рассматривать окружающий мир в тесной связи с прошлым и с учётом перспектив изменения и развития.

### Проблема границ краеведения
Под краеведением понимают комплексное изучение определённой территории и накопление знаний о ней. При этом на географической базе объединяются знания географии, экологии, истории, археологии, топонимики, топографии, геральдики, этнографии, филологии, искусствознания. Практическое применение вышеуказанных дисциплин (и зачастую именно в комплексном виде) требуется, например, от краеведов при изучении и описании значимых исторических некрополей.
Междисциплинарный характер краеведческого знания тесно связан с соединением в нём научного и ненаучного подходов. Как отмечал Д. С. Лихачёв, «чрезвычайно важная и исключительно редкая особенность краеведения, в том, что у него нет „двух уровней“: для специалистов и для широкой публики. Оно само по себе популярно и существует постольку, поскольку в его создании и потреблении участвуют массы». Однако такое вторжение массового ненаучного творчества на территорию научной дисциплины создаёт опасность подмены научного знания мифотворчеством, поэтому некоторые специалисты предлагают чётко отграничивать краеведение как публицистическую и даже беллетристическую практику от регионоведения как подраздела исторической науки.

### Библиотечное краеведение
Библиотечное краеведение — весь комплекс многоаспектной деятельности библиотечных работников по поиску, выявлению, приобретению, организации, учёту, всестороннему раскрытию содержания произведений печати (кинофонофотодокументов) и электронных изданий, библиографическому сопровождению запросов общества и его отдельных представителей, пропаганду знаний о крае библиотечными и библиографическими средствами, разработку научных проблем, в том числе библиографического и библиотековедческого направлений, методическое обеспечение и т. д. Этот комплекс делится на два направления. Первое направление — работа с первичными и вторичными документальными потоками (выявление, приобретение в фонд библиотеки документов, их хранение и доведение до читателя упорядоченных сведений о них через систему каталогов, картотек, библиографических указателей); краеведческое библиотечно-библиографическое обслуживание; методическое обеспечение других библиотек и др.
Второе направление библиотечного краеведения — изучение родного края, поиск ранее неизвестных сведений о нём. Библиотека выступает в этом случае в роли организатора, берёт на себя библиографическое, методическое обеспечение изучаемых проблем. Исследователями выступают краеведы и сами библиотечные работники. Конечным результатом этого направления библиотечного краеведения являются новые знания, первичные документы, новые статьи, книги.

### Основные источники краеведения
Источники краеведения можно разделить на письменные, вещественные, изобразительные, устные, звуковые.
Письменные источники — это летописи, воспоминания путешественников, архивные документы и материалы, публикации в газетах и журналах (старинных и современных), рукописи исследований по краеведческой тематике, письма, дневники и т. д. Важным письменным источником являются также церковные книги с записями о регистрации рождений, браков и смертей, грамоты и акты церковных учреждений, где содержится информация о хозяйственном укладе, территориальных границах объекта, взаимоотношениях с окрестными населёнными пунктами.
Печатные издания представляют для краеведов двоякий интерес — как источник по истории определённой территории и как историко-культурная ценность, подлежащая выявлению и бережному хранению.
Категория вещественных источников весьма разнообразна. Сюда входят:
- археологические памятники с комплексом исторического материала, памятники зодчества, предметы быта и утварь, одежда, орудия труда и оружие;
- палеонтологические находки (кости, зубы, рога, бивни животных);
- старинные монеты, бумажные деньги, ордена и медали, украшения.

Группу изобразительных источников составляют старинные фотографии, картины, рисунки, гравюры, скульптурные произведения, фрески, памятники выдающимся людям и др.
Особый интерес для краеведов, изучающих аспекты языка, представляют разделы о собственных именах, географических названиях. Изучение собственных имён и фамилий даёт обширный историко-краеведческий материал, позволяет проследить миграционные процессы, происходящие в обществе, родословную человека. Имена предков, так же как и имена современников, по-своему отражают этнические, социальные и культурные особенности данной общности людей, историю страны, перемены в её духовной жизни. Важным направлением краеведческой работы может стать собирание и изучение памятников устного народного творчества.

### Методы краеведческого исследования
Независимо от научного направления краеведческой работы в ней могут применяться следующие методы: литературный, картографический, статистический, полевые исследования, анкетирование, археологические раскопки, археологический поиск.
Литературный метод
Данный метод в краеведении предполагает применение различных печатных источников для получения сведений об изучаемой территории. В качестве печатных источников используется научная, научно-популярная литература, учебники, статистические справочники, брошюры, периодическая печать, архивные и музейные документы. Для успешного ведения этой работы в библиотеках, школах создаются каталоги краеведческой литературы и альбомы тематических статей областных, городских и районных газет, устраиваются периодические выставки и стенды. Основная задача литературного метода — научить самостоятельно работать с книгами, справочниками, периодической печатью, документальными источниками.
Картографический метод
Картографический метод исследования предполагает работу с картой и направлен на выяснение пространственного размещения природных, хозяйственных, исторических и археологических объектов на изучаемой территории. В краеведении карты служат как источником информации, так и для демонстрации результатов, полученных другими способами: краеведческое исследование начинается с карты, а нанесение на карту его результатов, составление разных карт — важная заключительная часть исследования.
Статистический метод
Этот метод основан на отборе и анализе различных количественных показателей с последующим составлением карт, схем, таблиц, графиков, диаграмм. Статистический методов краеведческой работе является объективным и точным критерием для выражения многих географических процессов и явлений.
Метод полевых исследований
Это один из ведущих метод в краеведческой работе, представляет собой непосредственное обследование природного или хозяйственного объекта. Применяется для изучения природных условий, геологического строения местности, животного и растительного мира, археологии и используется в процессе природоведческих и производственных экскурсий, походов и экспедиций.
При организации полевых исследований разрабатывается программа, которая включает следующий круг вопросов: выбор объекта, цели и конкретные задачи исследования, формирование поисковых групп и распределение конкретных обязанностей между ними, предварительное ознакомление с территорией исследуемого участка, порядок и содержание поисковой работы на местности, научная обработка материалов, обобщение и оформление результатов работы.
Визуальный метод
Визуальный метод — это непосредственное целенаправленное и планомерное наблюдение (обозрение), зарисовка, фотографирование или видеосъёмка изучаемых предметов и явлений (например, наблюдение за ростом растения или развитием птенцов в гнезде, изучение состава геологических пород).
Метод анкетирования
Метод анкетирования в краеведении заключается в опросе местных жителей для выяснения сведений о происходивших в изучаемом крае памятные событиях, изменениях в природе за последние годы и др. Чтобы анкетирование действительно помогло исследовать данный регион, необходимо хорошо подготовиться — заранее наметить план беседы, вести её целенаправленно, уточняя факты и события, стремясь найти конкретные ответы на вопросы.
Археологический метод
Археологические раскопки — основной метод изучения археологических памятников.
Основным средством учёта и первичного изучения археологических памятников служат археологические разведки. Наиболее перспективный метод выявления археологических объектов — личный осмотр местности, то есть сплошное и детальное её обследование. Большое значение имеет также опрос местных жителей. Во время археологической разведки широко применяют киноаппаратуру и фотоаппаратуру, явялющуюся наиболее точным средством фиксации. Собранный материал тщательно упаковывают и снабжают этикетками с подробным изложением всех обстоятельств находки.
Все методы краеведческих исследований применяются независимо от научных направлений краеведческой работы и используются не в отрыве друг от друга, а в совокупности, в различных сочетаниях между собой.

## Виды краеведения
Общее, или комплексное, краеведение предусматривает всестороннее изучение ряда вопросов, касающихся различных направлений: истории, географии, литературы, археологии, этнографии, культуры и др. Эти направления и составляют виды отраслевого краеведения со своими целями и задачами.

### Географическое краеведение
Сущность географического краеведения заключается во всестороннем изучении природы, населения, хозяйства в их динамике, в особенностях данной местности на основе использования доступных методов исследования. Географическому краеведению больше, чем любому другому, свойственен комплексный подход.
Функции географического краеведения:
- сформировать знания о природе, населении, хозяйстве на местном материале, а также реальные представления, составляющие основу географической науки;
- показать положительное и отрицательное влияние человека на компоненты и природный комплекс;
- получить знания об основных путях и средствах охраны природы, воспитать гражданскую ответственность по отношению к природной среде;
- обучить работе с топографическим планом, физико-географической картой местности, приёмам пространственного ориентирования в условиях населённого пункта;
- в практической деятельности использовать методы полевых наблюдений, сравнительный и картографический.

В процессе географического изучения территории необходимо:
- связать общие черты природы и социально-хозяйственной деятельности страны с данной местностью;
- выявить местную специфику природных компонентов и комплексов, типичные особенности, характеризующие природу данной местности, а также её уникальные объекты, явления, процессы;
- раскрыть особенности состава населения (возрастные, половые, религиозные, национальные), его размещения и расселения;
- рассмотреть вопросы хозяйственной и культурной жизни данного района.

### Историческое краеведение
Данный вид краеведения изучает прошлое края, памятники истории. Это не только исследование, но и деятельность, направленная на распространение знаний по истории края. Объектами исследования исторического краеведения являются памятники, памятные места, связанные с историческими событиями, с деятельностью отдельных личностей, произведения материального и духовного творчества. Краеведческие исследования могут охватывать большие хронологические рамки и исторические периоды или, напротив, ограничиваться событиями одного конкретного этапа местной истории, жизни и деятельности отдельных людей, участвующих в исторических событиях.
Историческое краеведение использует вспомогательные исторические дисциплины, которые делятся на две большие группы:
- изучающие разные виды источников, но каждая с какой-либо одной стороны решающая свои специфические задачи:
  - археография
  - генеалогия
  - метрология историческая
  - палеография
  - эпиграфика
  - текстология
  - хронология
- изучающие определённый вид источников, но всесторонне рассматривающие основные особенности их содержания и формы:
  - геральдика
  - дипломатика
  - нумизматика
  - сфрагистика (наука о печатях).

### Археологическое краеведение
Этот вид краеведения связан с изучением древнего периода жизни человечества путём реконструкции исторического прошлого по вещественным остаткам. Археологическое краеведение предусматривает изучение объектов, сохранившихся в земле, на земле и под водой, характеризующих развитие материальной и духовной культуры человечества от первобытно-общинного строя до феодализма.
Археологические краеведческие памятники разнообразны и многочисленны. Основными объектами исследования в археологическом краеведении являются:
- остатки древних поселений:
  - неукреплённые (открытые) — стоянки и селища;
  - укреплённые — городища, города, замки и т. д.;
- места древних захоронений (грунтовые и курганные могильники);
- культовые сооружения (святилища, каменные и деревянные кресты, каменные идолы, обелиски и др.);
- сохранившиеся мастерские древних производств.

По изученным материальным остаткам археологии реконструируют социальную жизнь изучаемого общества, восстанавливают давние торговые пути, духовную культуру древних народов. Большинство найденных археологами предметов размещено в экспозициях краеведческих музеев, где они сосредоточены в отдельных археологических отделах.

### Литературное краеведение
Литературное краеведение предусматривает изучение разного рода печатных источников, литературных изданий об изучаемой территории — монографий, справочников, сборников статей, учебных пособий, а также периодических изданий (особенно местных), посвящённых данному району и конкретной теме. Кроме того, объектом изучения литературного краеведения служат произведения писателей и поэтов, чьё творчество тесно связано с территориями их проживания, очерки, воспоминания, письма, литературно-критические статьи в энциклопедиях и периодической печати и т. д.
Основные задачи литературного краеведения:
- изучить национальную литературу;
- выявить влияние жизненного пути писателя на его творчество;
- установить связи между историческими событиями и их описанием в художественных произведениях;
- через фольклорные и литературные произведения расширить знания людей о родных местах;
- знакомить с литературными памятниками, музеями, памятниками искусства, находящимися на территории проживания известных писателей посредством туристической деятельности.

## Организационные формы
Обычно выделяют 3 основные организационные формы краеведения: государственное, общественное, учебное.
Все организационные формы краеведения находятся в тесной взаимосвязи, так как используют одни и те же источники, изучают одни и те же объекты и используют одинаковые методы познания (метод исследования, метод наблюдения).

### Государственное краеведение
Пути и методы государственного краеведения, а также объекты вытекают из задач развития той или иной отрасли знания; изучение осуществляется в плановом порядке. Государственное краеведение направлено на всестороннее изучение различных территорий страны и находится в ведении исполкомов, краеведческих музеев, научно-исследовательских институтов и библиотек. Все эти учреждения в своей деятельности опираются на массовое самодеятельное движение краеведов-любителей.
Важнейшую роль в государственном краеведении играют краеведческие музеи и библиотеки, где пропаганда знаний о стране ведётся путём проведения экскурсий, организации выставок и чтения лекций для населения, издания книг, брошюр, плакатов. Большое значение имеют и статистические организации, где можно получить достоверные данные о наличии трудовых, природных ресурсов, показатели о населении страны. И, наконец, существенное место в государственном краеведении занимают печать, радио и телевидение.
Задачами государственного краеведения являются сбор, научная обработка и сохранение материала, разработка теории краеведения, создание новых экспозиций и музеев, проектов по возрождению культурных ландшафтов и деревни.

### Общественное краеведение
Общественное краеведение представлено народными музеями, добровольными сообществами, кружками при домах культуры и включает труд краеведческих товариществ и местных краеведов-любителей.
В качестве задач общественного краеведения можно назвать следующие:
- собирание и фиксация местной топонимики;
- собирание предметов быта и народного хозяйства;
- установление местных диалектов и фольклора;
- запись местных преданий, воспоминаний старожилов;
- фиксация объектов, исчезающих по тем или иным причинам (старых построек, надгробий и т. д.).

### Учебное краеведение
Школьное краеведение характеризуется комплексным изучением природных, экономических и социальных условий родного края. Под руководством краеведческих организаций учащиеся участвуют в экспедициях и экскурсиях, принимают участие в обследованиях памятников природы и древности, проводят анкетный опрос населения, изучают историческое прошлое населённых пунктов, экономику края. Собранные в походах и на экскурсиях экспонаты и коллекции служат основой для создания школьных краеведческих музеев и уголков.
В школьном краеведении сложились две основные формы:
- программное (учебное) краеведение, обязательное для всех учащихся и педагогического коллектива школы; его содержание и характер определяют учебные программы;
- внепрограммное (внеклассное) краеведение, которое служит дополнением, непосредственным продолжением учебного краеведения на основе изучения своего края и активного участия в выполнении общественно полезной работы.

Программное учебное краеведение ставит следующие задачи:
- всестороннее изучение своей области и накопление краеведческого материала, происходящее во время учебной работы (экскурсии на природу и в музее, наблюдения и практические работы на местности);
- использование накопленного материала в преподавании учебных предметов (географии, истории, биологии, химии).

## Краеведение в разных странах

#### Россия
Краеведение — школьный предмет, посвящённый комплексному изучению конкретной территории на основе географической компоненты. Содержание курса разнится в зависимости от региона. В учебный курс могут входить сведения о рельефе местности, почве и геологическом строении, водных путях, флоре и фауне, населении и промышленности. В городских школах России ведутся такие предметы, как: «Москвоведение», «Петербурговедение», «Дербентоведение» и пр.
Москва
В Москве краеведение преподается в школьном курсе «Москвоведение». Проекты по краеведению реализуются в 12 центрах краеведения на базе публичных библиотек ЮВАО.

#### Украина
С мая 1925 года работает Национальный союз краеведов Украины (укр. Національна спілка краєзнавців України). Много краеведческой литературы издаётся о Киеве, Львове, Харькове, а также о Волыни, Галичине, Слобожанщине и других регионах.

#### Белоруссия
Первые белорусские национальные краеведческие организации стихийно начали образовываться со времен Первой мировой войны. Такими стали краеведческие общества и кружки в Слуцке и Игуменском уезде. В Минске деятелями белорусского национального движения были созданы общественные организации, которые поднимали вопросы охраны историко-культурного наследия: общество белорусской культуры «Просвещение» (бел. «Прасвета»), белорусское культурно-просветительское общество «Отечество» (бел. «Бацькаўшчына»), иные молодёжные организации. Краеведческое движение в БССР возглавляло созданное в 1923 г. Центральное бюро краеведения — структурное подразделение Института белорусской культуры. Первая Всебелорусская краеведческая конференция прошла в Минске в 1924 г., а в 1926 г. состоялся первый Всебелорусский краеведческий съезд, в котором приняли участие более 120 делегатов от почти 90 краеведческих организаций и кружков.

#### Германия
В Германии активную краеведческую работу ведет геоклуб «Глобус» (Развивающий центр Кин-Топ), Дюссельдорф. Члены клуба совершают пешеходные и велосипедные поездки в различные регионы Северного Рейна — Вестфалии и создают на русском языке подробные краеведческие описания небольших территорий.

## Краеведческие издания
С 1925 года издавался журнал Советское краеведение.
С начала 1990-х годов наблюдался бурный рост краеведческой периодики.
В 2010 году сотрудниками отдела библиографии и краеведения Российской национальной библиотеки совместно с Фондом им. Д. С. Лихачева был проведен всероссийский конкурс, направленный на выявление и поддержку лучших региональных краеведческих журналов. По результатам конкурса был издан библиографический указатель Краеведческая периодика России, в который вошли сведения о 165 краеведческих журналах, альманахах и сборниках из 57 регионов России, выходивших на территории Российской Федерации в период с 1992 по 2010 г.
Краеведческие журналы издаваемые в России:
- Уральский следопыт
- Врата Сибири
- Псков
- Прибайкальский краеведческий альманах
- Воронежский краеведческий вестник
- Старинные города Вологодской области
- Архангельская старина
- Соловецкий сборник[15]